# عين جالوت (نبع مياه)

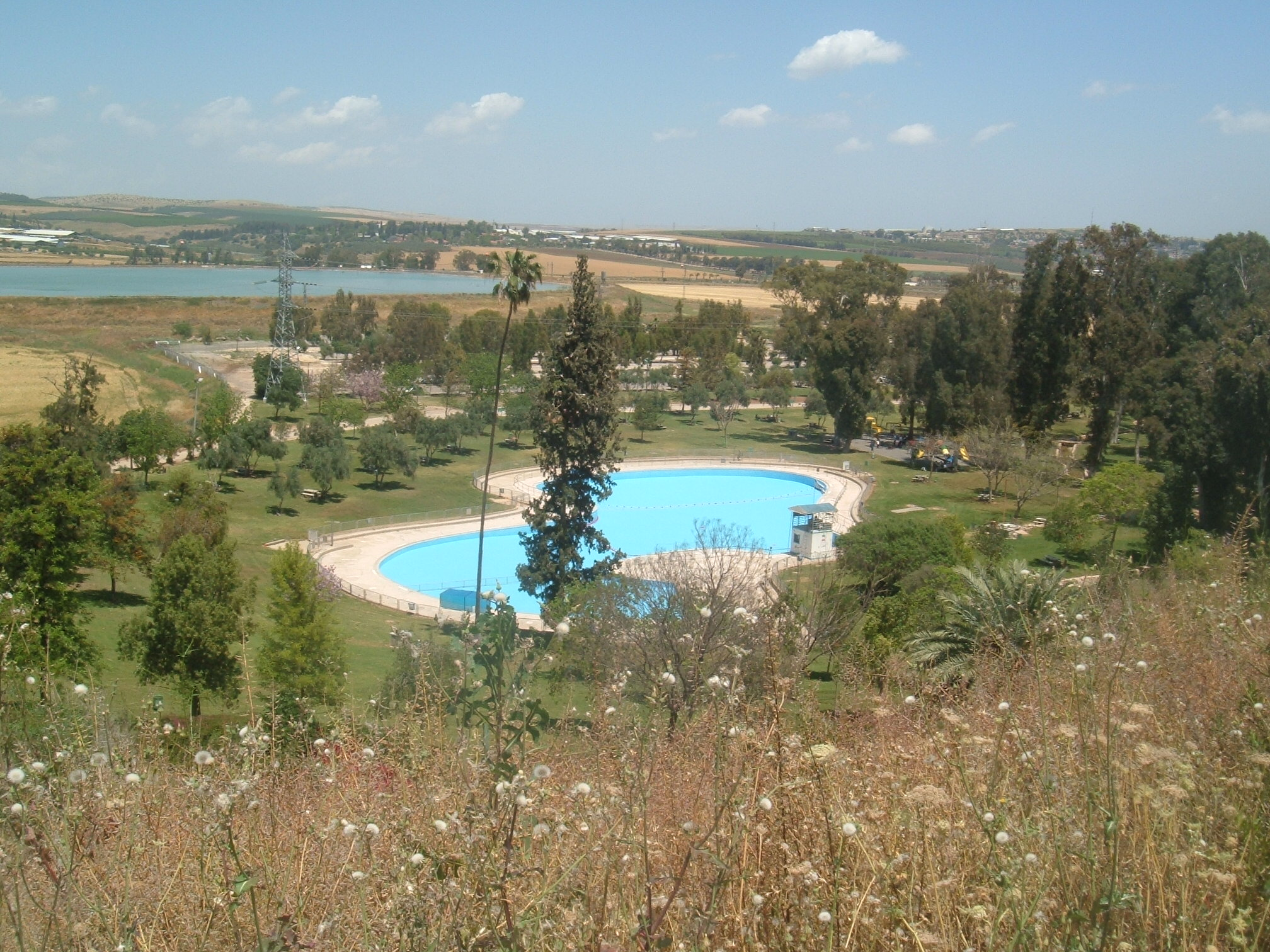
منظر عام للمحمية التي يتواجد فيها نبع المياه

عين جالوت أو (عين جالود) هو نبع مياه في فلسطين ويتواجد في منطقة مرج ابن عامر بالقرب من القريتين المهجرتين نورس وقومية. سمي نبع المياه بهذا بالاسم «عين جالوت»؛ أي تيمنًا بجالوت.

## تاريخ

### في وقت المسلمين، الصليبيين والأيوبيين
وصف ياقوت الحموي عين جالوت على انها «بلدة صغيرة وسعيدة، تقع بين نابلس وبيسان في فلسطين. ويقول انه تم احتلال المكان من قِبل الروم (الصليبيون)، ومن ثم تم استعادته على يد صلاح الدين الأيوبي في عام 579 (1183 م).» 

### الفترة المملوكية
في معركة عين جالوت عام 1260، هزمت قوات المماليك الجيش المغولي لهولاكو خان الذي كان تحت قيادة كتبغا.

### أواخر الفترة العثمانية
وفقًا لمسح استكشافي ؛«مسح استكشافي في غرب فلسطين» الذي اجراه صندوق استكشاف فلسطين عام 1882؛ صرح فيكتور جويرين بأن الصخرة التي تنبع منها المياه، تم تجويفها بشكل مصطنع.

## حديقة وطنية إسرائيلية
يقع البئر الآن في قلب حديقة وطنية تدعى بالعبرية «معيان حارود» وهو الاسم العبري لهذا النبع.

## قائمة المراجع
- Conder، C.R.؛ Kitchener، H.H. (1882). The Survey of Western Palestine: Memoirs of the Topography, Orography, Hydrography, and Archaeology. London: صندوق استكشاف فلسطين. ج. 2. مؤرشف من الأصل في 2022-12-16. (p. 116)
- Guérin, V. (1874). Description Géographique Historique et Archéologique de la Palestine (بالفرنسية). Paris: L'Imprimerie Nationale. Vol. 2: Samarie, pt. 1. Archived from the original on 2022-05-30. (pp. 308-310)
- Palmer، E.H. (1881). The Survey of Western Palestine: Arabic and English Name Lists Collected During the Survey by Lieutenants Conder and Kitchener, R. E. Transliterated and Explained by E.H. Palmer. صندوق استكشاف فلسطين. مؤرشف من الأصل في 2023-04-16.
- Strange, le، G. (1890). Palestine Under the Moslems: A Description of Syria and the Holy Land from A.D. 650 to 1500. Committee of the صندوق استكشاف فلسطين. مؤرشف من الأصل في 2022-12-16.

## روابط خارجية
- مسح غرب فلسطين (SWP) ، الخريطة 9: IAA ، مشاعات ويكيميديا